# Corchorus pseudo-olitorius
Corchorus pseudo-olitorius là một loài thực vật có hoa trong họ Cẩm quỳ. Loài này được Islam & Zaid mô tả khoa học đầu tiên năm 1960.